# La Légende de la Vraie Croix
La Leggenda della Vera Croce est un cycle de fresques situé dans le chœur de la chapelle Bacci de la Basilique San Francesco d'Arezzo. L'œuvre est commencée en 1447 par Bicci di Lorenzo. À la mort de Bicci en 1452, la réalisation des fresques est confiée à Piero della Francesca. Il les exécute entre 1452 et 1466.

## Historique des fresques
Une petite communauté de franciscains est fondée à Arezzo au début du XIIIe siècle après la visite de saint François d'Assise. Deux siècles après, la congrégation avait une imposante église, dont l'abside, reconstruit après un incendie, avait besoin d'une décoration. Les chapelles au nord et au sud avait été peintes, mais la Cappella Maggiore, louée à la famille Bacci, était restée sans décoration. À la suite des pressions des moines dans les années 1440, la famille vend des vignobles pour financer une campagne de peintures affresco. La thème choisi  était La Légende de la Vraie Croix, extraite de La Légende dorée de Jacques de Voragine.

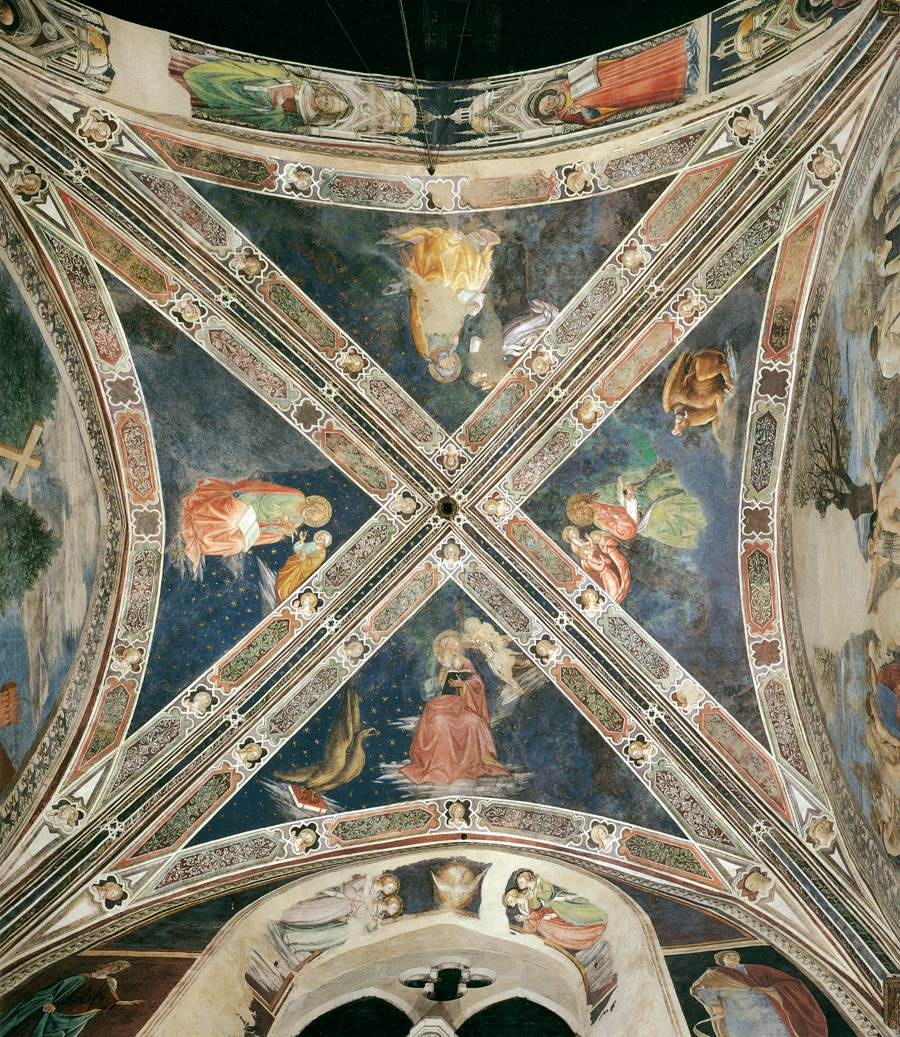
Les Évangiles de Bicci di Lorenzo

La narration était prévue sur les murs nord et sud de la chapelle et sur le mur Est percé par une large fenêtre, avec  des peintures sur l'arc triomphal et la voûte. L'ensemble composant un schéma de rédemption.
Initialement commencée en 1447 par Bicci di Lorenzo de Florence avec son atelier commençe par la partie supérieure (les peintures affresco étaient toujours faits de haut en bas à cause des écoulements). Ils complétent le Jour du jugement figurant sur l'arc triomphal et les Quatre Évangiles de la voûte quand, en 1452, Bicci di Lorenzo meurt.
Les membres de son atelier continuent le travail avec la décoration des arcs de la voûte et les deux Pères de l’Église en dessous de la voûte, puis ils quittent Arezzo. C'est seulement à ce moment que Piero della Francesca est appelé pour compléter le projet. Malheureusement il n'existe plus de documents qui précisent   la date exacte de la commission, les sujets précis de la commande, la date de complétion des fresques. En 1466 on faisait référence aux fresques comme étant terminées), mais on ne sait pas depuis combien de temps.
Piero  a dévié du récit de la Légende dorée de deux façons : il a introduit le rencontre entre la reine de Saba et le roi Salomon et une Annonciation. En plus, il a donné beaucoup d'importance aux deux scènes de bataille ou Constantin et Heraclius victorieux sur les infidèles. On peut interpréter ces scènes comme une allégorie portant sur les événements contemporains qui conduisent le pape Pie II, à partir de 1453, à planifier une croisade contre les Turcs.
À la fin du XXe siècle les fresques avaient besoin d'une restauration. Après quinze années de recherches et d’études, ces restaurations, qui ont duré dix ans, ont été terminées en 2000. Elles ont été organisées par la surintendance d’Arezzo et financées par la Banca Etruria e del Lazio.
Début 2016, une nouvelle intervention a été nécessaire (11 janvier - 4 mars 2016).

## Le récit dansLa Légende dorée
L'inspiration des fresques est le récit de l'invention de la Vraie Croix racontée dans La Légende dorée de Jacques de Voragine. En voici les grandes lignes :
- La Croix du rédempteur fut taillée dans le bois de l'arbre ayant poussé sur la tombe d'Adam. Or, cet arbre n'est autre que celui qui a poussé à partir d'une graine de l'Arbre de la Vie, semée dans la bouche d'Adam après sa mort par son fils Seth. C'est l'archange Michel qui l'a apportée à Seth depuis le paradis terrestre afin de permettre le rachat, par Jésus et sa crucifixion, du péché originel introduit dans le monde par le premier homme.
- L'arbre ayant poussé sur le tombeau d'Adam est alors abattu sur ordre du roi Salomon pour servir de bois d'œuvre. Il est affecté à un pont, celui de Siloé. La reine de Saba, rendant visite à Salomon, s'agenouille devant cette poutre de bois, avec la prémonition qu'elle servira à fabriquer la croix de la passion de Jésus.
- La reine aurait dit à Salomon que ce bois serait un jour attaché l'homme dont la mort mettrait fin au royaume des Juifs. Touché par cette prémonition, Salomon ordonne alors aux ouvriers de retirer le bois sacré du pont sur le Siloé et de l'enfouir profondément sous terre.
- Les Romains trouve le poutre flottant dans la piscine probatique et l'utilise pour fabriquer les trois croix sur lesquelles Jésus et les deux larrons seront crucifiés.
- Après la mort du Christ les trois croix auraient été jetées dans un fossé, près des remparts de Jérusalem à quelques mètres du Golgotha.
- Le songe de Constantin : Au IVe siècle, lors de la guerre intestine entre les prétendants pour le titre d’empereur, la veille de la bataille contre son rivale Maxence, Constantin a une vision : s'il mène bataille sous la protection de la croix des chrétiens, il sera victorieux et par la suite devient chrétien.
- Après sa victoire, sa mère, Hélène, fait le voyage à Jérusalem pour récupérer le bois miraculeux de la Vraie Croix. Elle assemble les sages de Jérusalem pour s'informer du lieu où elle est enfouie. Ces derniers désignent un juif nommé Judas, seul dépositaire du secret.
- Interrogé, Judas fait l'ignorant, si bien qu'Hélène le fait jeter dans une citerne sèche. Au bout de six jours de jeûne, il demande grâce et révèle l'emplacement : sous un temple dédié à Venus. Hélène ordonne que le temple soit rasé ; les trois croix sont trouvées et la Vraie Croix est identifiée parce qu'elle provoque la résurrection miraculeuse d'une jeune morte.

À la suite de cette découverte, Judas se serait converti au christianisme, aurait pris comme nom de baptême Quiriace (Cyriaque de Jérusalem ou Judas Cyriaque), serait devenu évêque de Jérusalem et serait mort martyr sous l'empereur Julien.
- La Vraie Croix, devenue une source de miracles à Jérusalem, est volée au VIIe siècle par le roi perse, Chosroès II qui convoitait son pouvoir. L'empereur byzantin Héraclius la récupère lors d'une bataille sanglante et la restaure à sa place à Jérusalem.

## L'ordonnance des fresques
La Légende de la Vraie Croix est une histoire longue, mais elle suit une chronologie simple. On aurait pensé que les illustrations de la légende sera comme les pages d'un livre ; c'est-à-dire on commence en haut, à gauche ; on se déplace de gauche à droit et procède vers le bas, niveau par niveau. Piero choisissait de relater la légende autrement.
Il a place les scènes de la Genèse, pas à gauche, mais en haut, à droit et la peinture doit être lu de droit vers la gauche. Les prochaines épisodes sont placés au niveau médiane et doivent être regardé de gauche vers le droit. Ensuite le récit saut au niveau médiane du mur en face, puis de progresser au premier niveau, etc.

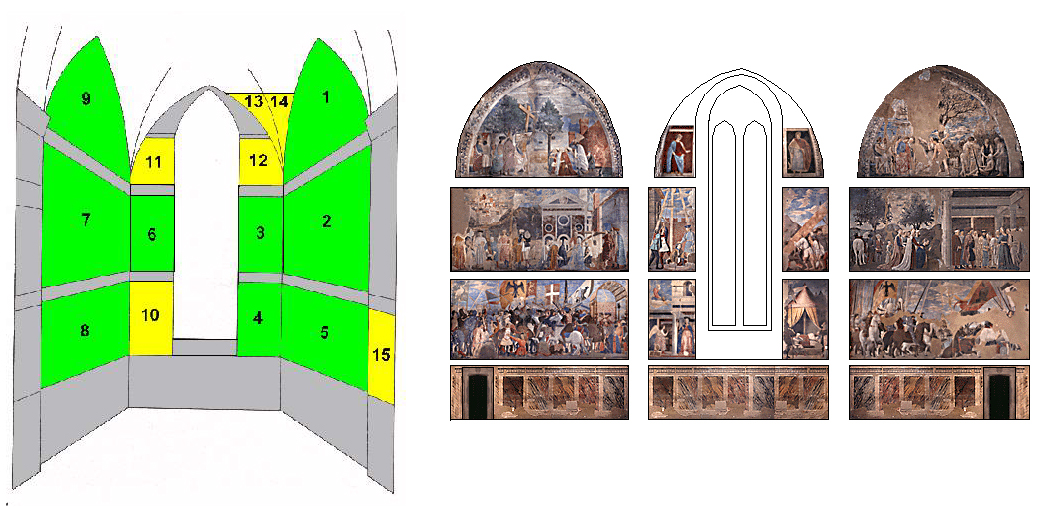
Disposition des fresques sur les murs de la chapelle

1. Mort d'Adam; son fils Seth rencontre Archange Michael.
2. L'adoration du Bois sacré : la reine de Saba à genou devant l'arbre qui sera La Croix et sa rencontre le roi Salomon.
3. Enfouissement du Saint Bois
4. Le songe de Constantin.
5. Victoire de Constantin sur Maxentius à la Bataille du pont Milvius.
6. La torture de Judas le juif.
7. Découverte par Sainte Hélène (mère de Constantin) et preuve formelle de la Vraie Croix.
8. La bataille entre Héraclius et Chosroès.
9. L'exaltation de La Croix.
10. L'Annonciation à Marie
11. Le prophète Ézéchiel
12. Le prophète Isaïe ou Jérémie.

Par contre, la distribution des scènes sur les murs de la chapelle est parfaitement symétrique :
Sur les murs sud et nord :

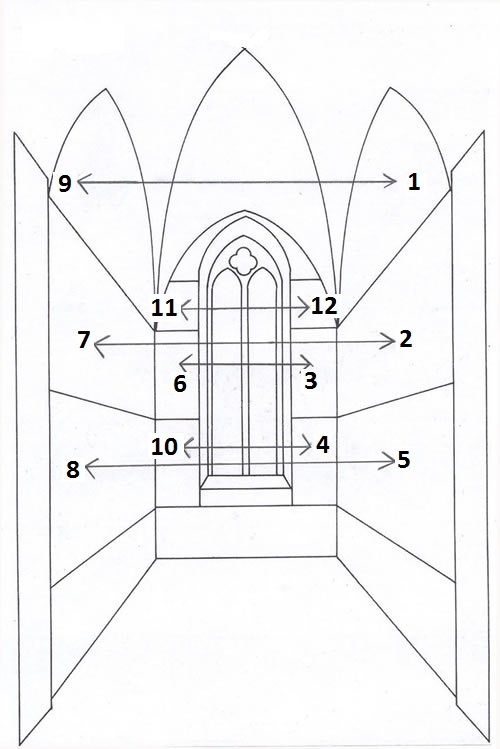
Correspondance entre les fresques

- La partie supérieure : (1) la mort d'Adam et (9) L'Exaltation de la Croix. Les deux lunettes marquent le début et la fin de l'histoire.
- La section médiane, deux scènes de la vie royale : (2) La rencontre avec la reine de Saba et le roi Salomon et en face (7) sainte Hélène et la preuve de la Vraie Croix. Ils expriment le pouvoir des femmes royales qui ont reçues une inspiration divine de reconnaître le Saint Bois.
- Dans la section inférieur, deux batailles : (5) La victoire de Constantin sur Maxentius et (8) La victoire de Heraclius sur Chosrès. La première est une victoire sans effusion de sang contre des romains sous la signe de la Croix et la deuxième une bataille victorieuses mais sanglante contre les infidèles pour récupérer la Vraie Croix.

Sur le mur est, de chaque côté de la fenêtre :
- (10) L'Annonciation et (4) Le songe de Constantin. L'annonciation qui ne fait pas partie de la légende de la vraie croix est ainsi rajoutée par Piero pour faire pendant au rêve de Constantin. La première illustre la naissance de christianisme et la deuxième la naissance de la conquête de christianisme.
- (3) L'enfouissement du Sacré Bois et (6) La torture de Judas. Ils sont tous les deux une scène de genre. Ces fresques étaient peints  à partir des dessins de Piero par son assistant Giovanni da Piamonte.
- (11) Le prophète Ézéchiel et (12) Le prophète Isaïe ou Jérémie. Deux prophètes de l'Ancien Testament qui ont prédit la naissance de Jésus et le Messie.

## La description des fresques

### Épisode I: La mort d'Adam
| - 1 - Mort d'Adam |

Piero peint les quatre étapes de l'histoire avec un même paysage, qui est le paysage toscan autour d'Arezzo. La peinture doit être lu de droit vers le gauche.
- Sur la droite, Adam, moribond, assis à même le sol, nu et sec comme un vieillard de 939 ans selon la Genèse, est entouré par Ève et ses enfants. Il envoie Seth, son troisième fils, aux portes du Paradis pour obtenir de l’archange Michel l’huile de la miséricorde, qui ramène à la vie.
- À l'arrière-plan, en petit, la rencontre entre Seth et l'Archange Michel ne se passe pas comme prévu. Ce dernier refuse l’huile mais remet un rameau ou un grain de l’Arbre de Vie, avec ordre à le mettre dans la bouche d'Adam après sa mort pour racheter le péché originel.
- Toute, la partie gauche est réservée à l'enterrement d'Adam en présence de sa famille.

- La dépouille d'Adam est peinte en raccourci.
- Derrière lui, agenouillé, on devine (dans un manque non encore restauré) Seth plantant le rameau de l’Arbre de Vie.
- Derrière eux, Eve bouche, yeux et bras grand ouverts, est enlaidie par son désespoir.
- Après l'enterrement d'Adam, au centre de la fresque l'arbre rejaillit de sa bouche et son âme est sauvé.

Avec le temps, l'arbre est oublié, jusqu'au moment quand le roi Salomon construit le Grand Temple de Jérusalem. L'arbre serait utilisait pour construire un pont sur la rivière Siloé.

### Épisode II: La reine de Saba et le roi Salomon
La reine de Saba, lors de son voyage pour voir le roi Salomon et pour entendre ses paroles de sagesse, va traverser le pont, quand par un miracle elle apprend que le Sauveur sera crucifié sur ce bois. Elle se met à genoux dans une adoration dévote. Quand Salomon découvre le message divin reçu par la reine de Saba, il commande que le pont soit enlevé et le bois, qui causera la fin du royaume des juifs, soit enterré.
| - 2 - L'adoration du Bois sacré et le rencontre de la reine de Saba et le roi Salomon |

Cette peinture doit être lu de gauche vers le droit. Les deux épisodes sont représentés sur la même fresque, séparés par la colonne du palais royal. Cet élément architectural est le centre de la composition et le point de fuite pour l'ensemble de la fresque. Il est possible qu'elle a aussi un sens symbolique, comme dans les scènes de l'Annonciation, ou la colonne qui sépare l'ange annonciateur et Marie représente le Christ : Columna es Christus, ici c'est la reine qui fait une annonce concernant le Christ à Salomon.
L'épisode sur la gauche, l'Adoration du Bois sacré, est tirée de la Légende dorée, alors que celui de droite, le rencontre entre Salomon et la reine de Saba, est un élément iconographique ajouté par Piero.
- Adoration du Bois Sacré :  Derrière la reine de Saba, à genou, se trouve sa suite des dames de cour, avec leurs coiffures hautes, les fronts dégagés et longues capes de velours, selon la mode du XVe siècle. La régularité de la composition est soulignée par les deux arbres dans l'arrière plan, dont les feuilles abritent et protègent le groupe des femmes et les serviteurs qui tiennent les chevaux.

Dans sa composition Piero apporte une attention constante à la régularité des proportions et aux détails de la perspective.
- Rencontre entre Salomon et la reine : La scène a lieu dans un contexte architectural très ordonné, même les trios dames, debout derrière la reine sont placés pour former une abside ouverte. Le sens de profondeur des personnages qui sont témoins de la rencontre est obtenu en les plaçant sur des plans différents et avec une attention accrue de l'utilisation de la perspective. et de la couleur.

### Épisode III: Enfouissement du Saint Bois
| - 3 - Enlèvement du Saint Bois |

Cette fresque a été peint par Giovanni da Piamonte, assistant de Piero, qui suivait les dessins et conception de Piero, mais sa technique picturale est nettement inférieure à celle de son maître.
Suivant les ordres du roi Salomon trois ouvriers poussent le Bois Sacré, qui a la forme d'une grosse planche, dans un plan d'eau. L'enfouissement de ce morceau de bois est essentiel pour la continuité de la légende de la Vraie Croix, car il établit le lien entre l'Ancien et Nouveau Testaments. Ils tentent de cacher le Bois pour toujours, mais sans succès. Car, des siècles plus tard, le bois remontera à la surface de ce plan d'eau, connu comme la piscine probatique, ou, parfois, des malades étaient miraculeusement guéris et sera utilisé pour faire les croix de Jésus et les deux larrons.
La fresque :
- Le ciel couvre la moitié de la surface de la fresque. Les nuages blanches semblent comme incrustés dans l'étendue de bleu.
- Les trois hommes sont assez lourdement dessiné, leurs vêtements ont des plis un peu rigide et leurs cheveux sont peints sommairement.
- Le premier homme tient le poutre entre les mains et la porte sur l'épaule. Dans l'effort de porter ce fardeau ses vêtements se sont dérangés au point qu'il expose une partie de ses génitales.

Sur la planche, au dessus de la tête, on voit un nœud dont la veine du bois dessine une auréole elliptique, qui apparait comme une préfiguration du Christ sur le chemin du Calvaire.
- Le deuxième homme, se mordant le lèvre avec l'effort, pousse la poutre avec bâton. Es-ce que ce bâton est une prémonition de la lance du soldat roman qui percera la poitrine de Jésus ?
- Le troisième homme pousse la poutre avec ses mains. Sa particularité est qu'il porte à la tête une couronne faite de feuilles et lianes. Peut-être encore une préfiguration de la couronne d'épines portait par Jésus lors de sa crucifixion ?

La conception de la fresque faite par Piero encapsule tous ces évènements futurs dans une scène de genre de trois ouvriers qui ne savent rien des implications de leur mission.

### Épisode IV: Le songe de Constantin
| - 4 - Le songe de Constantin |

Trois siècles après la crucifixion, pendant la guerre intestine entre les sept rivaux pour le titre d’empereur de Rome, dans la nuit du 27 au 28 octobre 312 a eu lieu la bataille du pont Milvius entre Constantin et Maxence.
Selon Eusèbe de Césarée dans son livre Vie de Constantin, (1:27-32), la veille de la bataille Constantin a vu, dans une rêve, un chrisme dans le ciel, et entendu une voix disant In hoc signo vinces - Par cette signe tu vaincra.
Constantin menait bataille en brandissant une croix et il était victorieux. Dorénavant il se convertit au christianisme et substituait l'emblème de l'aigle romane sur les étendards des légions par le chrisme.
Cet événement est regardé comme le moment crucial pour l’établissement de la religion chrétienne dans l'empire romain.
La fresque : 
- Sous sa grande tente, l'Empereur est endormi.

Assis sur un banc baigné de lumière, un soldat veille sur lui, le regard rêveur tourné vers le spectateur, comme s'il nous tenait une conversation silencieuse. Avec une audace inouïe, qui semble presque à anticiper sur la modernité du Caravage dans l'utilisation de la lumière, les deux sentinelles à l'avant-plan se détachent de l'obscurité, éclairées seulement par la lumière projetée de l'ange au-dessus
Cette fresque a été peinte dans la deuxième partie des travaux, après que Piero soit entré en contact avec la culture flamande et avec Rome, avec comme résultat que le peintre a développé un sens de la lumière encore plus forte. Le Songe de Constantin est l'une des scènes de nuit les plus convaincantes jamais peintes dans l'art européen et restée presque inégalée en termes d'effets dramatiques, jusqu'à l'époque du Caravage.

### Épisode V: Victoire de Constantin surMaxenceà labataille du pont Milvius
Dans cette composition, Piero a réussi à reproduire, grâce à une utilisation très raffinée de couleurs vives, tous les aspects visuels de la réalité, même les plus fugaces et immatériels. Ainsi la réflexion de la lumière sur les armures, l'ombre des sabots des chevaux sur le sol, et surtout la grande ouverture sur le ciel avec ses nuages ballottés par le vent. Le tout avec un respect totale des règles de la perspective linéaire. Au delà du sens symbolique de la bataille, sans effusion de sang, entre Constantin et Maxence la scène ressemble plutôt comme une parade militaire, les personnages se déplaçant toutes de gauche vers la droite. Mais les chevaux qui cabrent, les soldats qui crient, sont figés dans leur action ; c'est comme si Piero avait fait une photographie instantanée de la bataille.
Constantin et son armée :  la cavalerie, arrivante de la gauche, est surmontée par son drapeau portant l'aigle impériale. À sa tête, Constantin, sur un cheval blanc (malheureusement la représentation de son corps a disparu). Il tient le bras pour brandir devant lui une petite croix (à l'origine en or), le talisman de la foi, le pouvoir et la victoire. La tête, vue de profil, porte un chapeau byzantin. C'est un portrait de Jean VIII Paléologue, qui à l'époque de la peinture, menait une croisade contre les turcs, pour récupérer Constantinople !
| - 5 - Victoire de Constantin sur Maxence |

La déroute de Maxence : La partie droite de la fresque a beaucoup souffert avec le temps. L'armée de Maxenxe a été placée dans un paysage toscan, près de la source du Tibre. On voit des grandes maisons, des reflets dans l'eau, même des canards qui flottent sur la surface. Donc la bataille a été relocalisée près d'Arezzo au lieu de Rome. Les forces de Maxence sont en fuite. De Maxence lui-même il ne reste que le sommet de son chapeau, qui est de la même forme que celui de Constantin, mais de couleur noir. En tant que perdant, il est identifié par son drapeau, qui porte un basilic, symbole maléfique.

### Épisode VI: La torture de Judas le juif
Après la victoire de Constantin et sa conversion, sa mère, Hélène, se converti aussi. Elle fait le voyage à Jérusalem pour récupérer le Saint Bois qui a donné la victoire de son fils.
| - 6 - La torture de Judas le juif |

Le récit de la Légende Dorée : Arrivée à Jérusalem, Hélène fit mander devant elle tous les savants juifs de la région. Et ceux-ci, effrayés, se disaient l’un à l’autre : "Pour quel motif la reine peut-elle bien nous avoir convoqués ?"
Alors l’un d’eux, nommé Judas, dit : "Je sais qu’elle veut apprendre de nous où se trouve le bois de la croix sur laquelle a été crucifié Jésus. Or mon aïeul Zachée a dit à mon père Simon, qui me l’a répété en mourant : "Mon fils, quand on t’interrogera sur la croix de Jésus, ne manque pas à révéler où elle se trouve, faute de quoi on te fera subir mille tourments ; et cependant ce jour-là sera la fin du règne des Juifs, et ceux-là règneront désormais qui adoreront la croix, car l’homme qu’on a crucifié était le Fils de Dieu !" Et j’ai dit à mon père : "Mon père, si nos aïeux ont su que Jésus était le fils de Dieu, pourquoi l’ont-ils crucifié ?" Et mon père m’a répondu "Le Seigneur sait que mon père Zachée s’est toujours refusé à approuver leur conduite. Ce sont les Pharisiens qui ont fait crucifier Jésus, parce qu’il dénonçait leurs vices. Et Jésus est ressuscité le troisième jour, et est monté au ciel en présence de ses disciples. Et mon oncle Étienne a cru en lui ; ce pourquoi les Juifs, dans leur folie, l’ont lapidé. Vois donc, mon fils, à ne jamais blasphémer Jésus ni ses disciples."
Ainsi parla Judas ; et les Juifs lui dirent "Jamais nous n’avons entendu rien de pareil." Mais lorsqu’ils se trouvèrent devant la reine, et que celle-ci leur demanda en quel lieu Jésus avait été crucifié, tous refusèrent de la renseigner si bien qu’elle ordonna qu’ils fussent jetés au feu. Alors les Juifs, épouvantés, lui désignèrent Judas, en disant "Princesse, cet homme-ci, fils d’un prophète sait toutes choses mieux que nous, et te révèlera ce que tu veux connaître !"
Alors la reine les congédia tous à l’exception de Judas, à qui elle dit "Choisis entre la vie et la mort !
Si tu veux vivre, indique-moi le lieu qu’on appelle Golgotha, et dis-moi où je pourrai découvrir la croix du Christ !" Judas lui répondit "Comment le saurais-je puisque deux cents ans ses sont écoulés depuis lors, et qu’à ce moment, je n’étais pas né ?" Et la reine "Je te ferai mourir de faim, si tu ne veux pas me dire la vérité !" Sur quoi elle fit jeter Judas dans un puits à sec, et défendit qu’on lui donnât aucune nourriture.
Le septième jour, Judas, épuisé par la faim, demanda à sortir du puits, promettant de révéler où était la croix.

### Épisode VII: Découverte de la Vraie Croix
Quand Judas arrivait à l’endroit où la Croix était cachée, il sentit dans l’air un merveilleux parfum d’aromates ; de telle sorte qu'il s’écria En vérité, Jésus, tu es le sauveur du monde !
Or, il y avait en ce lieu un temple de Vénus qu’avait fait construire l’empereur Adrien, de façon que quiconque y viendrait adorer le Christ parût en même temps adorer Vénus. Et, pour ce motif, les chrétiens avaient cessé de fréquenter ce lieu. Mais Hélène fit raser le temple ; après quoi Judas commença lui-même à fouiller le sol et découvrit, à vingt pas sous terre, trois croix qu’il fit aussitôt porter à la reine.
Restait seulement à connaître celle de ces croix où avait été attaché le Christ.
On les posa toutes trois sur une grande place, et Judas, voyant passer le cadavre d’un jeune homme qu’on allait enterrer, arrêta le cortège, et mit sur le cadavre l’une des croix, puis une autre. Le cadavre restait toujours immobile. Alors Judas mit sur lui la troisième croix ; et aussitôt le mort revint à la vie.
Par ordre d'Hélène et de Constantin, l'église du Saint-Sépulcre fut bâtie sur le lieu de la découverte. L'église, conservant une portion de la Croix, fut consacrée neuf ans plus tard.
| - 7 - Découverte de la Vraie Croix |

Il s'agit de l'une des plus complexes et monumentales compositions de Piero. Deux scènes sont représentées sur la fresque.
- À gauche la découverte des trois croix dans un champ labouré, à l'extérieur des murs de la ville de Jérusalem.
- À droite, dans les rues de la ville, est peint l'épisode qui donne la preuve qu'il s'agit bien de la Vraie Croix.

| - Arezzo/Jérusalem |

Piero parvient à représenter aussi bien le simple monde de la campagne, la sophistication de la cour, ainsi que de la structure urbaine des villes comme Florence ou Arezzo. Les paysages sont clairement ceux de la Toscane (Arezzo figurant Jérusalem, collines, végétation…).
La scène sur la gauche est composée comme une scène de travail dans les champs. Les gestes solennelles, immobilisés dans le rituel du labeur des hommes au travail sont portés à la dimension de l'héroïsme épique.
- À l'extrême gauche on voit Hélène, accompagnée par son nain. Judas lui indique les croix qu'il vient de trouver.
- À l'arrière plan, au-dessus des collines, censées de représenter le Mont des Oliviers, et baignée dans une douce lumière d'après-midi, Piero a représenté la ville de Jérusalem. C'est en fait l'une des vues les plus inoubliables d'Arezzo, reconnaissable à ses murs, à la variété de ses bâtiments des couleur de la pierre grise et des briques rouges.

À droite, au-dessous du temple de Minerve, dont la façade en marbre de différentes couleurs, se tient l'impératrice Hélène et son cortège. Touché par le bois sacré, un homme est ressuscité. La Croix inclinée, le buste du ressuscité de profil, le demi-cercle créé par les dames du cortège d'Hélène et même les ombres sur le sol, chaque élément est soigneusement étudié afin de construire une profondeur de l'espace.

### Épisode VIII: La Bataille entreHéracliusetChosroès
En l'année 615, les Perses dirigés par Chosroès attaquent Jérusalem et volent le bois de la Vraie Croix et l'établissent comme objet de culte. Les soldats de l'empereur d'orient font la guerre au roi Chosroès, battent les persans, et reviennent vers Jérusalem avec la sainte croix. En réalité, il y eut une série de batailles et Chosroès ne fut définitivement vaincu qu'en 628 par l'empereur d'Orient Héraclius.
| - 8 - La bataille entre Héraclius et Chosroès |

La bataille est représentée comme une spectaculaire mêlée humaine avec du sang qui coule, des flèches qui volent, des hommes transpercés avec épée ou lance et la tête tranchée d'un jeune guerrier dans l'angle inférieur gauche.
Dans la partie haute de la fresque, les oriflammes et étendards des troupes chrétiennes victorieuses font face à ceux de l’ennemi avec des décorations mauresques ou croissant de lune, en lambeau.
| - Chosroès - Dieu le Père |

Les guerriers des deux côtés portent des armures de toutes les époques : des cuirasses romains, des tuniques simple, jusqu'à des cottes de maille et acier poli de la Renaissance, qui réfléchisse la vraie lumière en provenance de la fenêtre dans le mur est de la chapelle.
À droite de la fresque, le fils de Chosroès est égorgé et semble cracher la croix dans son dernier soupir.
Plus à droite, la Vraie Croix fait partie du blasphématoire tabernacle trinitaire que Chosroès avait érigé. Il se prenait pour Dieu, assis sur une trône central ; la Croix à sa droite représentait le Fils et le coq, sur une colonne à sa gauche représentait l'Esprit-Saint.
Après sa défaite, Chosroès refusait le baptême et il est à genou en attendant la glaive de son bourreau qui va lui décapiter. Autour de lui, ses juges, qui sont, en effet, des portraits des membres de la famille Bacci, commanditaires des fresques.
En montrant Chosroès avec le visage de Dieu le Père qui se trouve sur la fresque adjacent de l'Annonciation, peut-être Piero a voulu souligner le blasphème de Chosroès.

### Épisode IX -Exaltation de la Sainte-Croix
| - 9 - L'exaltation de La Croix |

L'exaltation de la Sainte-Croix est le dernier épisode du cycle, face à La mort d'Adam.
On voit l'empereur d'Orient Héraclius, qui a récupéré la Sainte-Croix et sa retenue. La puissance divine commande à Héraclius de ne pas faire une entrée triomphale à Jérusalem.
Ainsi Héraclius, renonçant à la splendeur et la magnificence, entre dans la ville en portant la croix suivant l'exemple de Jésus Christ.
Les nobles orientaux, qui l'attendent, portent de splendides chapeaux grecques.
L'intérêt que porte Piero pour ces immenses chapeaux cylindriques ou de forme pyramidale, répond aux mêmes motivations qui avaient conduit Paolo Uccello à se concentrer sur les complexités des armures des guerriers : l'étude de formes et de la perspective. Dans son livre De prospectiva pingendi, Piero donne des exercices pour représenter les tores et cylindres évasés qui constituent ces chapeaux.
Les couleurs des vêtements sont très animées. Dans le milieu de la lumière et sous le ciel bleu, ils varient d'un bleu pâle au violet, de vert-bouteille de blanc perle. Cette scène est une confirmation que Piero souhaite représenter une humanité idéale, saine et solide, avec une expression pacifique, caractérisée par le calme, des gestes mesurés.

### Épisode X: L'Annonciation
| - 10 - L'Annonciation |

Piero a ajouté cette annonciation au cycle de la légende dorée. Peut-être pour équilibrer le symbolique avec le songe de Constantin ; l'Annonciation marquant le début du christianisme et le songe de Constantin le début de la conquête du christianisme.
L'iconographie de l'Annonciation est bien établie. Elle doit montrer :
- Les protagonistes : archange Gabriel et Marie, de part et d'autre ; soit Dieu le père (comme ici), soit l'Esprit-Saint, (représenté par une colombe dans le ciel) assistant à la scène.
- Marie porte un livre, symbolisant l'incarnation du Verbe.
- La virginité éternelle de Marie doit être symbolisé.
- L'annonce se passe dans un jardin clos ou devant une porte fermée (l'hortus conclusus), à la suite de la prophétie d’Ézéchiel (44:2).
- Une colonne doit être interposée entre l'ange et Marie, symbolisant la présence du Christ (Christus est columna).

Piero a créé une composition en quatre parties :
- Dieu le Père, sur des nuages en haut, à gauche, émis une gloire de ses mains (l'or pour la gloire était ajoutée à la fresque quand le plâtre était sec, et aujourd'hui il ne reste que des traces).
- Au même moment, l'ange Gabriel arrive devant la maison de Marie. Il est devant une porte, décorée avec des sculptures complexes, qui est fermée.

Il tend à Marie, pas un fleur de lys, mais un fronde de palmier, qui annonce pas simplement l'incarnation du Christ, mais aussi la compassion de Marie, car le palmier symbolisé la clef du Paradis, perdue quand Ève a commise le Péché originel et retrouvée à la mort de Marie.
|  |

- L'architecture classique de la maison de Marie est présente avec l'élégante colonne au centre. Le point de fuite n'est pourtant pas situé derrière la colonne, mais placé à droite, derrière la Vierge.
- Piero a peint Marie, qui tient à la main un livre, comme un personnage très grand, presque aussi grand que la colonne, et est un symbole de l’Église. Son expression et grâce sont plein de humanité.

La maison, la Casa Santa est de style classique, avec des murs incrustés de marbre. Derrière Marie, à travers une porte ouverte, on aperçoit son thalamus ou lit nuptial, qui fait référence au mariage du Christ et l'Ecclésia, qui a lieu avec cette Annonciation.
Dans le quart supérieure de la fresque, qui est très pauvre en images par rapport au trois autres, nous avons la dernière référence iconographique qui manque. On voit une tringle à rideau avec une corde attachée et suspendue à la corde un anneau. Un peu plus bas, on peut apercevoir l'ombre de la tringle projeté sur le mur et cet ombre semble pénétrer l'anneau. C'est un symbole pour évoquer la virginité perpétuelle de Marie et sa fécondation par le Saint-Esprit. Piero utilise aussi ce type d'imagerie dans le fronton du Polyptyque de Sant'Antonio.

### Épisodes XI, XII: les deux prophètes
Malgré leur jeune âge et le fait d'être imberbe, les deux personnages représentent des prophètes de l'Ancien Testament qui ont prédit l’avènement du Christ, cependant leurs identités ne sont pas désignées explicitement.
| - 11 - Ezekiel - 12 - Isaïe ou Jérémie |

- À gauche, le prophète Ézéchiel : Il proclamait (Ézéchiel, 44:2[7]) :

« Et l'Éternel me dit: Cette porte sera fermée, elle ne s'ouvrira point, et personne n'y passera; car l'Éternel, le Dieu d'Israël est entré par là. Elle restera fermée.  »
Ses paroles étaient interprétées comme une description de l'arrivée du Messie et de la virginité éternelle de Marie, qui était donné l'épithète Porta Clausa. La localisation du personnage, au-dessus la scène de l'annonciation et la porte fermée que l'on voit aident dans l’identification.
- Le prophète à droit : Le jeune homme tient une banderole, qui a été laissé sans texte.

Il est peut-être Isaïe, qui a prophétisé la naissance de Jésus (Isaïe 7:14) : 
« Voilà pourquoi c’est le Seigneur lui-même qui vous donnera un signe : *la vierge sera enceinte, elle mettra au monde un fils et l’appellera Emmanuel.. »
Une autre suggestion est qu'il s'agit de Jérémie, car Jérémie prophétisait (Jérémie 23:5) l’avènement du Messie : 
« Voici, les jours viennent, dit l'Éternel, Où je susciterai à David un germe juste; Il régnera en roi et prospérera, Il pratiquera la justice et l'équité dans le pays. »

### Fragments

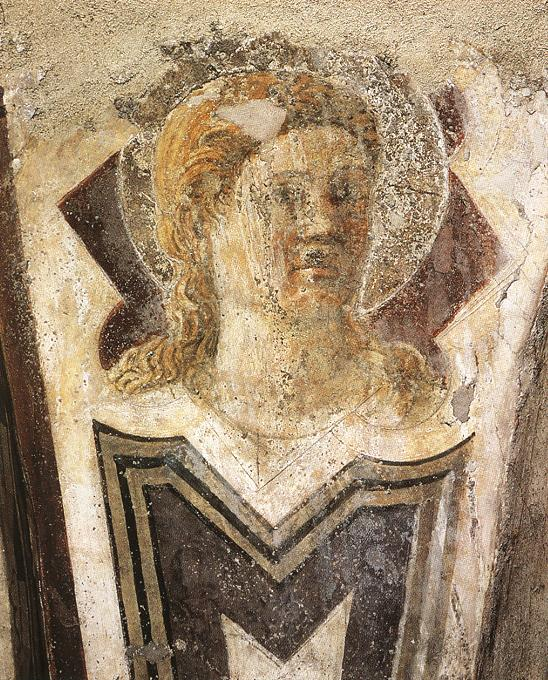
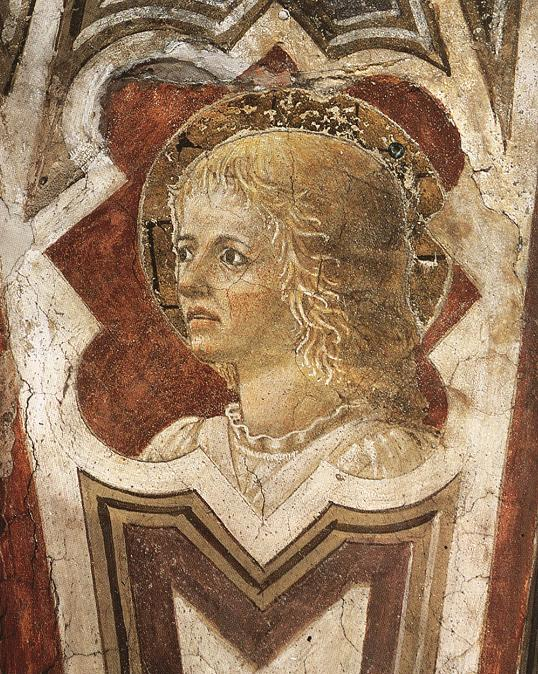
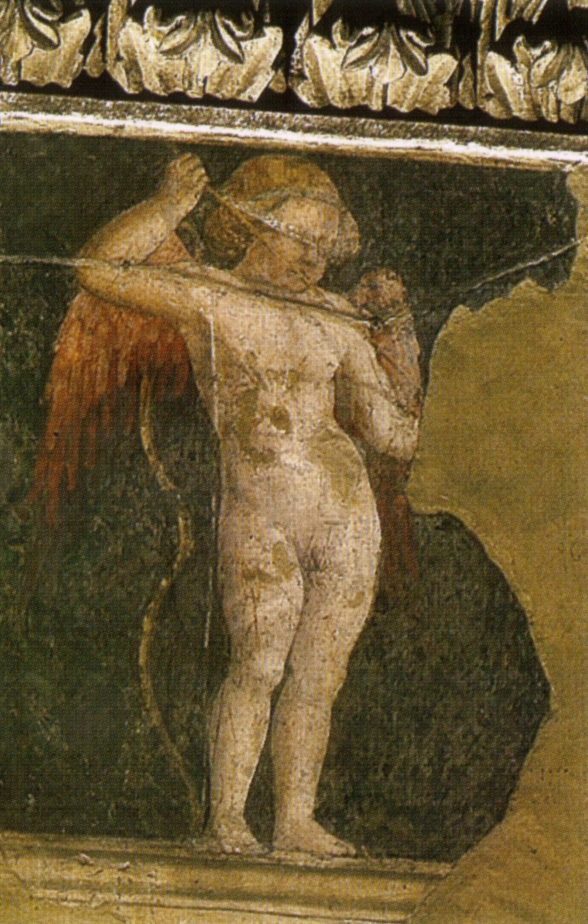
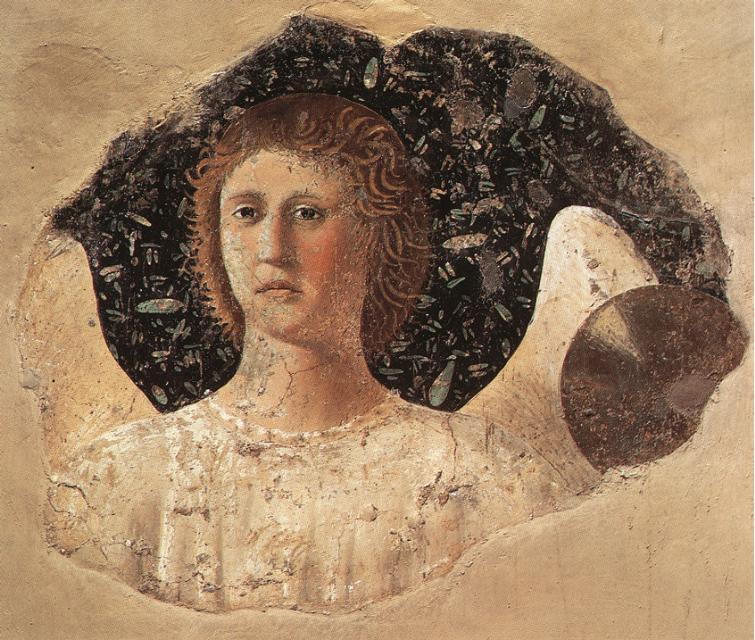
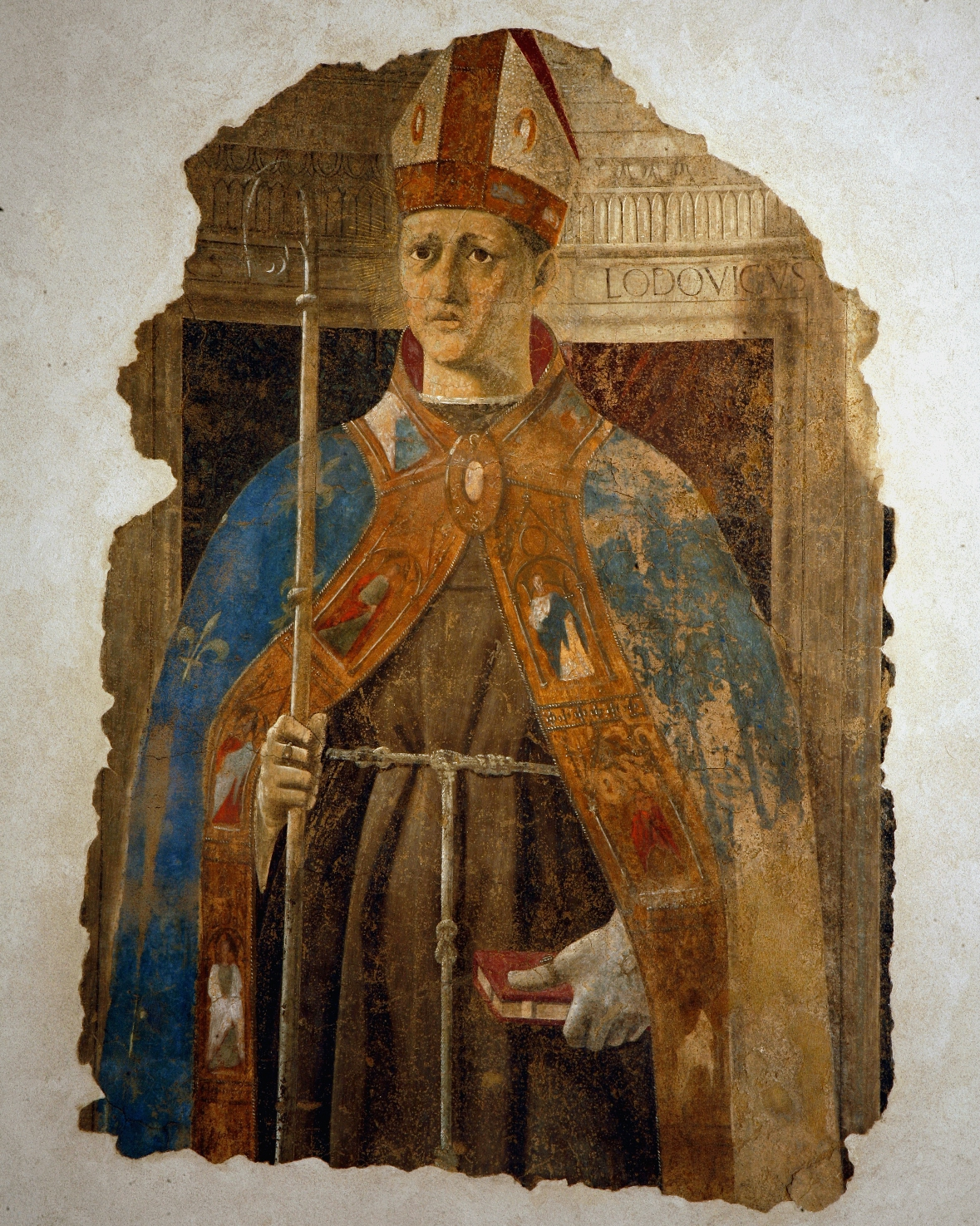
Saint Louis

Aux murs de l'arc triomphal se trouvent des fragments de fresques : un ange, un Cupidon, Saint Louis (actuellement au Musée Civico de Sansepolcro)...